# Florence Hinkle
Florence Hinkle (Columbia, 22 de junho de 1885 – Cincinnati, 19 de abril de 1933) foi uma soprano lírico norte-americana.

## Biografia
Ela nasceu em 22 de junho de 1885, em Columbia, Pensilvânia. Viajou com o Metropolitan Opera e, em 1915, apresentou-se em Richmond, Virgínia. Em 1919, apresenta-se no Aeolian Hall, Manhattan.
Florence Hinkle faleceu em 19 de abril de 1933, em Cincinnati, Ohio.

## Família
Em 20 de junho de 1916, casou-se com Herbert Witherspoon, em Manhattan, ele tinha sido casado anteriormente. Seu viúvo, morreu em 1935, depois de ser nomeado como gerente geral do Metropolitan Opera para substituir Giulio Gatti-Casazza. A sua vontade em reservar dinheiro para a Biblioteca do Congresso, para comprar manuscritos musicais em seu nome.